# Tomáš Dvořák (umělec)
Tomáš Dvořák (* 14. února 1978 Praha) je český multimediální umělec, klarinetista, hudební producent a skladatel.

## Životopis
Tomáš Dvořák je znám pod uměleckým pseudonymem Floex, který je složeninou slov float (plout) a experiment. Od dětství hraje na klarinet, který je stěžejním nástrojem v jeho tvorbě. Narodil se a žije v Praze. Studoval Institut základů vzdělanosti na UK, zvuk na FAMU a v ateliéru nových médií Michaela Bielického na AVU. V roce 1996 začal skládat elektronickou hudbu. V roce 2001 vydal své debutové album Pocustone. Je znám také spoluprací s Amanita Design, pro které složil soundtrack k počítačovým hrám Samorost 2 (2006) a Machinarium (2009). V letech 2002 – 2007 vytvořil několik unikátních hudebních interaktivních instalací a performancí – RGB, Živá partitura, Křižovatka. Poslední prací je Archifon I. V roce 2011 vydal své druhé autorské album Zorya. Od roku 2013 spolupracuje s novým vydavatelstvím Denovali Records. V současné době koncertuje se svou živou kapelou. Dále spolupracuje na výběru hudby pro pořad Čajovna na Českém rozhlasu 3 - Vltava, dělá hudbu pro filmy a spolupracuje s umělci na jejich projektech, například s Federicem Díazem na instalaci Sakura a projektu Turbulence.

## Diskografie
2001 – Pocustone
Deska navazuje na internetově šířené demo HUB a spojuje hudební styly jako nu-jazz, elektronickou hudbu či současnou vážnou hudbu. Album bylo velice příznivě přijato kritiky, o čemž svědčí Cena Anděl 2001 za objev roku a nominace na Evropskou cenu nezávislých vydavatelství Qwartz. Deska je považována za jednu z nejdůležitějších za poslední desetiletí v České republice. Je označována milníkem v české elektronické hudbě.
2006 – Samorost 2 OST
Deska vznikla díky spolupráci s Amanita design a jde o soundtrack k počítačové hře Samorost 2. Soundtrack vyhrál cenu za nejlepší webové dílo na festivalu Net Festival v Soulu a cenu Flesh Forward Award v kategorii původní zvuk 2006.
2009 – Machinarium OST
Stejně jako u Samorostu 2 jde o soundtrack k počítačové hře Machinarium, která také vznikla za spolupráce s Amanita design. Tato deska je v superlativech zmiňována v nejedné zahraniční recenzi, získala ocenění za nejlepší soundtrack pro rok 2009 ve světově nejčtenějším magazínu o PC hrách-PC gamer.
2011 – Zorya
Druhá autorská deska, která vyšla deset let po debutovém albu. Tato deska je pojmenována podle slovanské bohyně noci. I zde jako ve všech svých dílech spojuje elektronickou hudbu s akustickými nástroji. Tato deska je na rozdíl od Pocustone víc elektronická. Ani tato deska se nevyhnula ocenění. Získala dvě Ceny Anděl 2011 a to v kategoriích alternativní hudba a elektronická hudba a byla nominována na cenu Apollo a Vinilla.
2013 – Gone (EP)
2016 – Samorost 3 OST
2018 – A Portrait Of John Doe
2021 – Papetura (OST)
– Je Suis Karl Soundtrack
2023 – Shoulders of Giants (soundtrack ke hře)
Spolupráce s Tomem Hodgem a SOČR

## Další tvorba
Tomáš Dvořák také vytvořil několik multimediálních prací a několik unikátních hudebních interaktivních instalací a performancí.
- Candyski – Dvořákovo první interaktivní dílo, které je založené na jednoduché myšlence tónů a zvuků, které lze spouštět a prolínat díky poměrně minimalistické vizualizaci. Candyski
- Geocit – stejně jako u Candyski jde o spojení zvuků a vizualizací. V tomto projektu má propracovanější vizualizaci. Geocit
- Herb Instrument – Herb Instrument
- Křižovatka – tímto dílem pronikl do světa multimediálních instalací v němž zhudebňuje provoz silniční křižovatky. Křižovatka
- RGB – RGB
- Živá Partitura Živá partitura
- Archifon – Archifon Archivováno 15. 2. 2013 na Wayback Machine.